# Annika Hunt
Annika Hunt (2006) è una sciatrice alpina statunitense, vincitrice della Nor-Am Cup nel 2025.

## Biografia
Sciatrice polivalente sorella di Mia, a sua volta sciatrice alpina, e attiva dal novembre del 2022, in Nor-Am Cup Annika Hunt ha esordito il 30 novembre 2022 a Copper Mountain in slalom gigante, senza completare la prova, ha conquistato il primo podio il 9 dicembre 2023 nella medesima località in supergigante (2ª) e la prima vittoria il 12 marzo 2025 a Sugarloaf in discesa libera; in quella stessa stagione 2024-2025 ha vinto la Nor-Am Cup generale. Non ha debuttato in Coppa del Mondo e non ha preso parte a rassegne olimpiche o iridate.

## Palmarès

### Nor-Am Cup
- Vincitrice della Nor-Am Cup nel 2025
- Vincitrice della classifica di discesa libera nel 2025
- Vincitrice della classifica di supergigante nel 2025
- 10 podi:
  - 2 vittorie
  - 4 secondi posti
  - 4 terzi posti

#### Nor-Am Cup - vittorie
| Data          | Località  | Paese       | Specialità |
| ------------- | --------- | ----------- | ---------- |
| 12 marzo 2025 | Sugarloaf | Stati Uniti | DH         |
| 14 marzo 2025 | Sugarloaf | Stati Uniti | SG         |

Legenda:

DH = discesa libera

SG = supergigante